# 코소네
코소네(프랑스어: Cossonay)는 스위스 보주의 자치체이다. 코소네는 모르주구의 일부이다.

## 역사
코소네에는 로마 시대 유적과 중세 시대 무덤이 있다. 정착에 대한 첫 번째 문서는 Cochoniacum이라는 이름으로 1096년부터 시작된다. 1164년에는 Cosonai로, 1228년에는 Cossonai로 나타난다..
울리히 폰 코소네는 1096년에 로맹모티에(Romainmôtier)에 있는 수도원에 마을 교회를 양도했다. 1224년에는 뤼트리에 있는 베네딕토회 수도원으로 넘어갔고, 이 수도원은 13세기 후반에 수도원을 지었다. 11세기에 지어진 성벽은 13세기와 14세기에 재건 및 확장되었다. 코소네의 남작은 라쇼에서 Boussens까지, Dizy에서 Gollion까지의 영토를 다스렸다.
코소네는 1264년에 도시권을 획득했다. 14세기 말에 발생한 화재로 많은 도시와 도시 기록 보관소가 파괴되었다. 1421년에 마을은 사보이 가문으로 넘어갔다.
1536년 보주가 베른에 의해 정복되었을 때, 이 도시는 모르주의 관리하에 들어갔다. 1798년부터 1803년까지 코소네는 헬베티아 공화국의 레만주의 일부였으며, 나폴레옹의 중재에 의해 보주로 변형되었다. 코소네 지역은 1798년에 형성되었으며, 시정촌은 시작부터 해산될 때까지의 수도였다.

## 지리

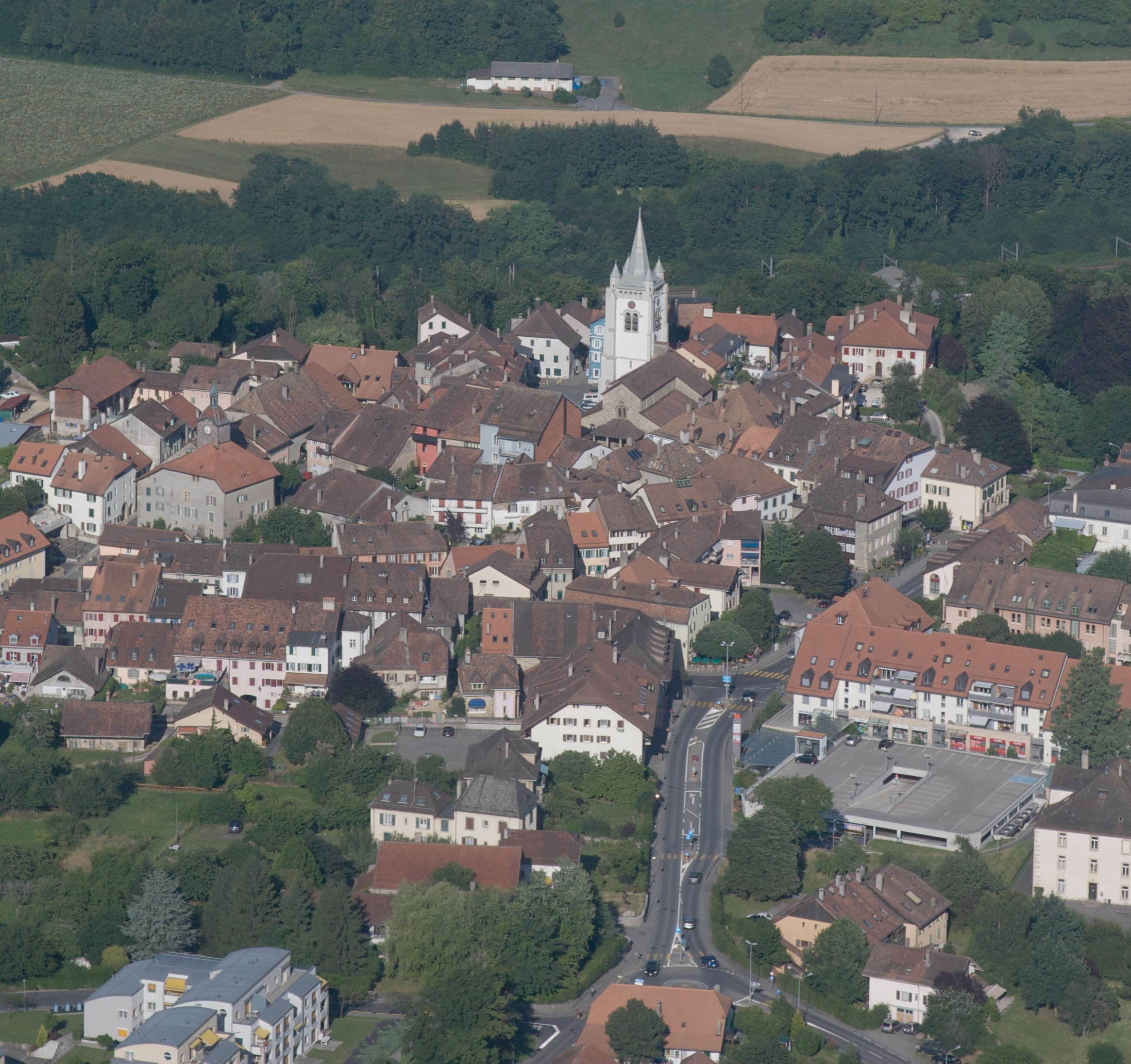
코소네의 공중뷰

코소네는 로잔에서 북서쪽으로 562m과 14km 고도에 있다. 마을은 Venoge 서쪽의 고지대를 가로질러 뻗어 있으며, 보주의 중간에 있는 Gros de Vaud의 계곡 바닥에서 약 130m 위에 있다.
지자체는 보주의 밥통이다. 동쪽 경계는 Venoge이다. 남쪽에서는 Valezard 계곡까지, 북쪽에서는 Pré Defour까지 이어진다. 서쪽에는 시정촌의 가장 높은 지점이 620m의 고도에 있는 Sépey의 숲이 있다. 여기에는 이전의 채석장에 의해 형성된 호수인 Étang du Sépey가 있다.
코소네의 면적은 2009년 기준으로 8.29km이다. 이 면적 중 5.15k㎡ (62.1%)가 농업 목적으로 사용되는 반면 1.91k㎡ (23.0%)는 삼림으로 사용된다. 나머지 토지 중 1.16k㎡ (14.0%)가 정착(건물 또는 도로), 0.01k㎡ (0.1%)가 강 또는 호수이고 0.01k㎡ (0.1%)는 비생산적인 토지이다.
건축면적 중 공업용 건물이 전체 면적의 1.2%, 주택과 건물이 7.4%, 교통 기반시설이 4.2%를 차지했다. 숲이 우거진 토지 중 전체 토지의 20.7%는 숲이 우거져 있고 2.3%는 과수원이나 작은 나무 군락으로 덮여 있다. 농경지의 50.4%는 작물 재배에 사용되며 11.1%는 목초지이다. 시정촌의 모든 물은 호수에 있다.
시정촌은 2006년 8월 31일에 해산될 때까지 코소네구의 수도였으며, 코소네는 새로운 모르주구의 일부가 되었다.
시정촌은 Venoge 강 위로 약 130m 정도 가파르게 솟아 있는 고원에 위치해 있다. 고원에는 코소네빌 마을과 Allens 마을이 있다. Grands Moulins 지역, 코소네의 케이블 작업장, 기차역 및 코소네역 정착지는 퐁탈라(Penthalaz) 시정촌에 있는 언덕 기슭에 있다.
주변 지자체는 퐁탈라, Gollion, Senarclens, La Chaux, Dizy 및 Lussery-Villars이며 모두 같은 지역에 있다.

## 인구통계

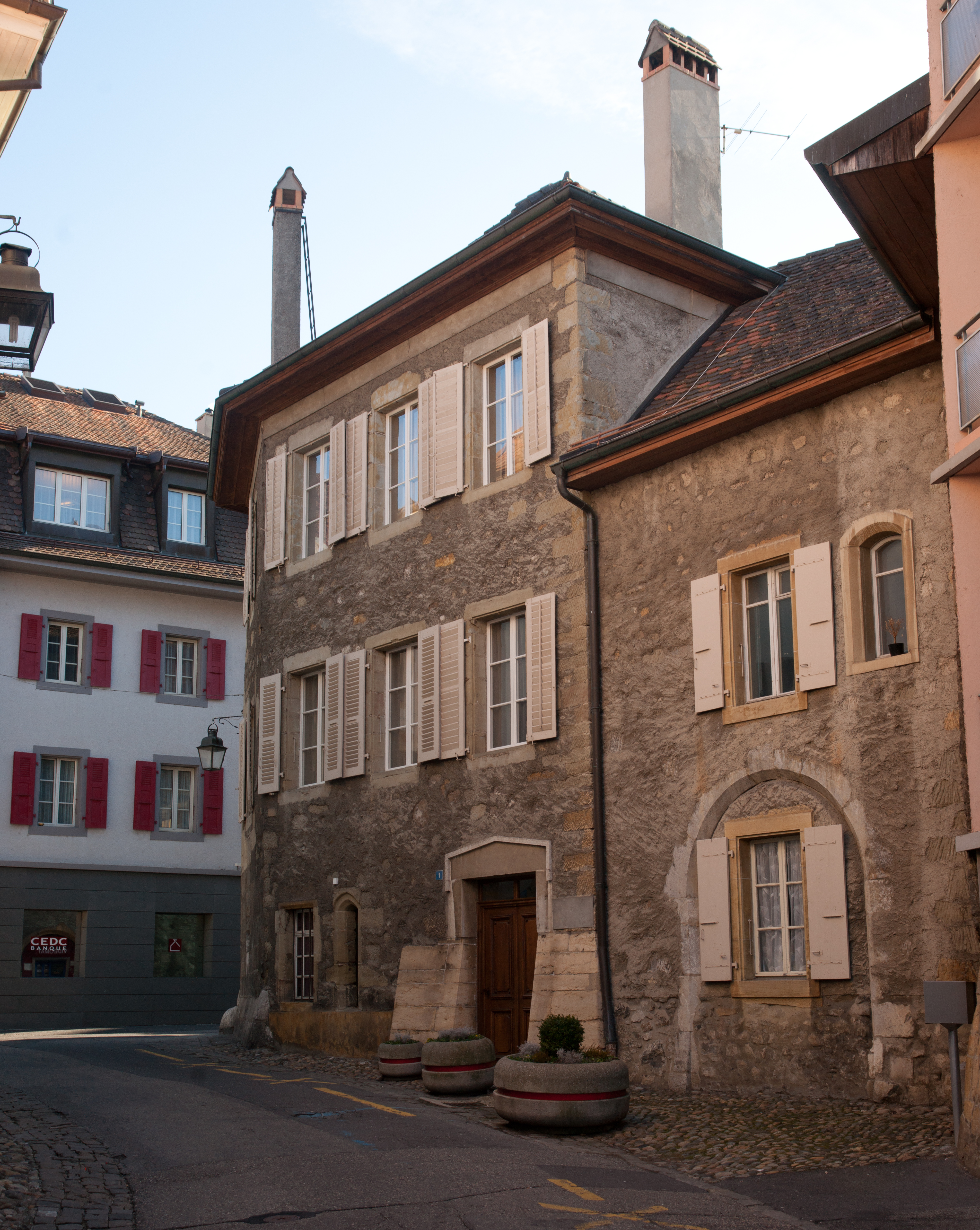
코소네의 구시가지

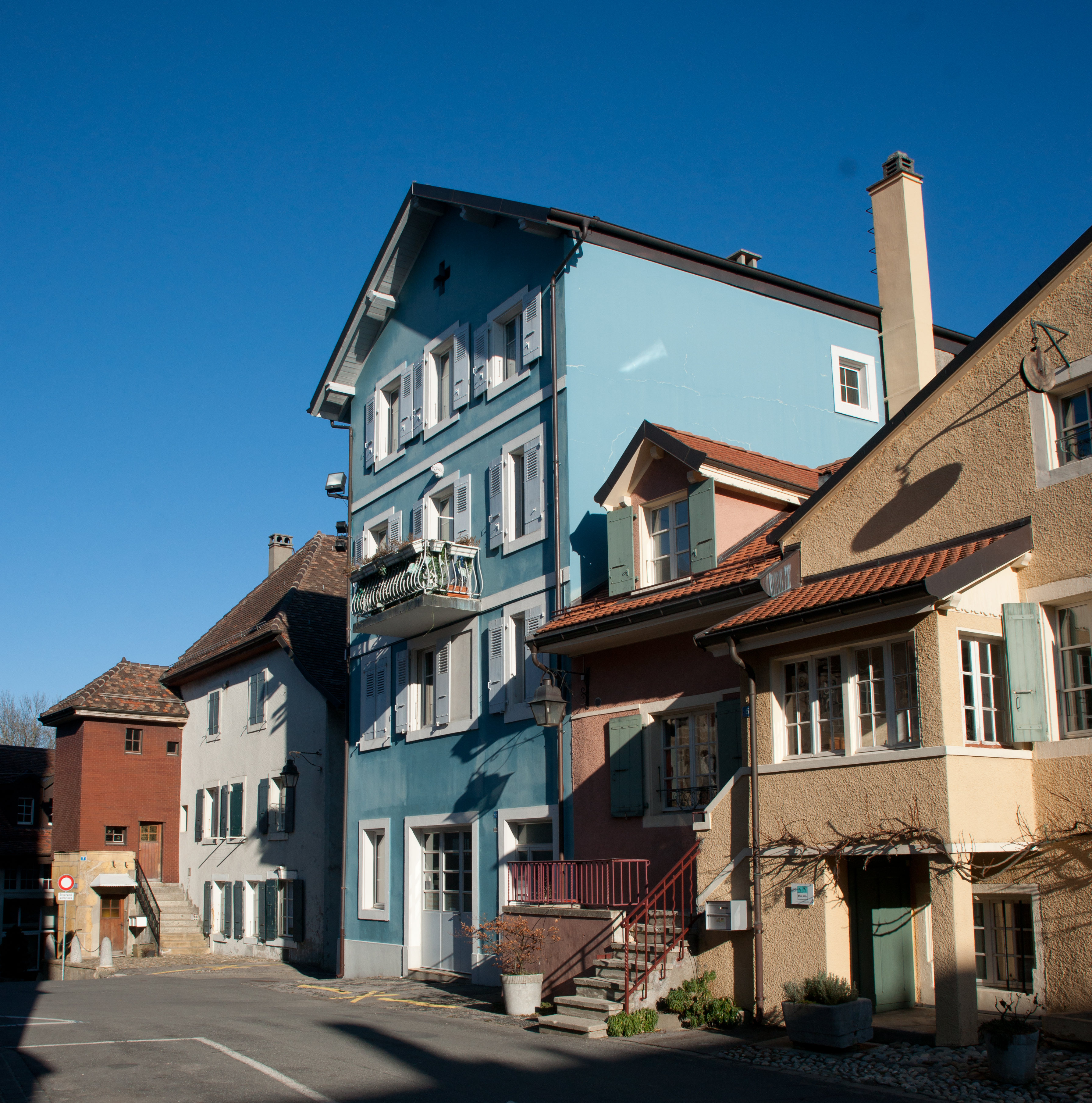
코소네의 구시가지

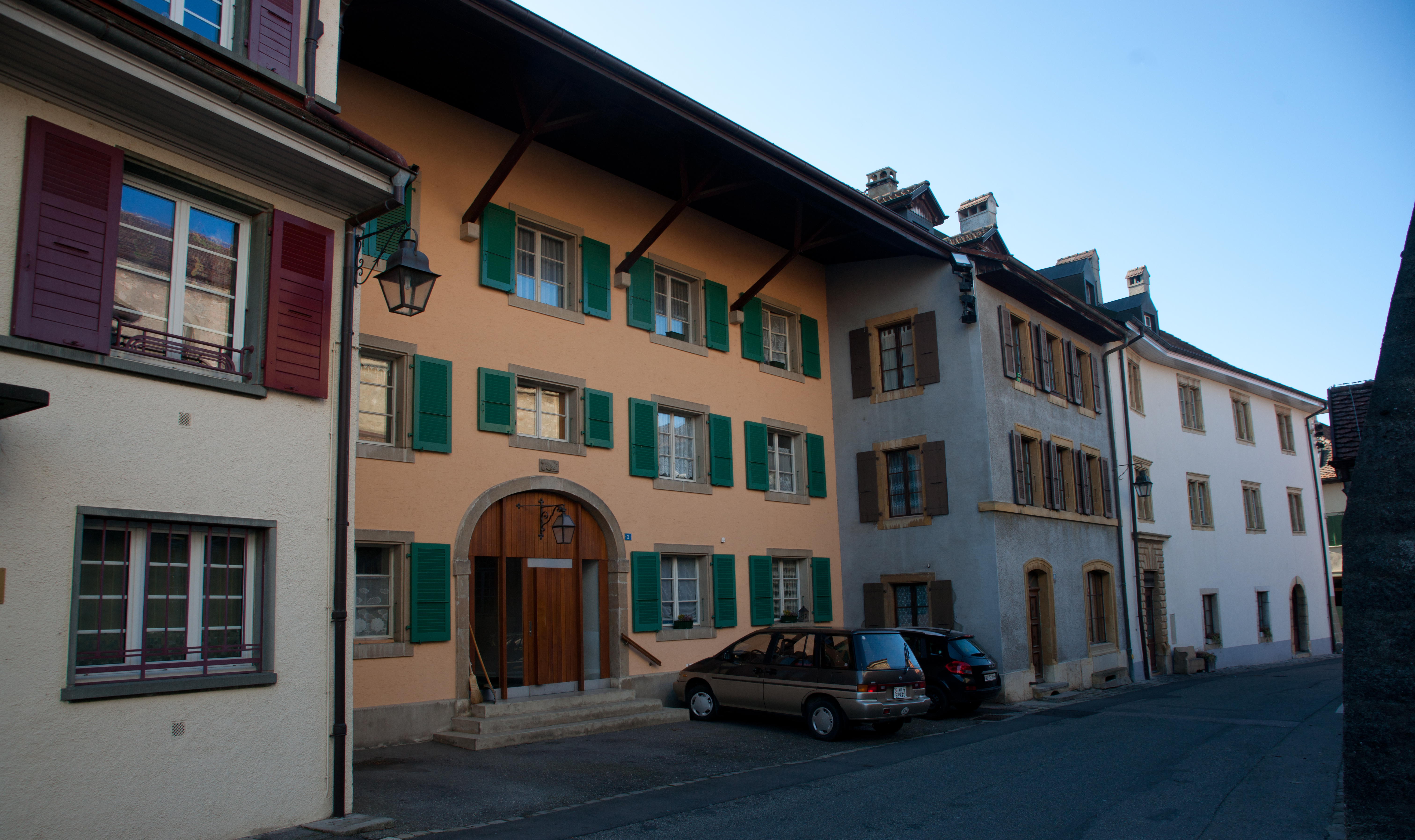
코소네의 구시가지

2020년 12월 기준, 코소네의 인구는 4,223명이다. 2008년 기준으로 인구의 19.3%가 거주 외국인이다. 1999년부터 2009년까지 지난 10년 동안 인구는 39.7%의 비율로 변화했다. 이주로 인해 31.5%의 비율로, 출생과 사망으로 인해 9.1%의 비율로 변화했다.
2000년 기준, 인구 대부분인 2,278명(89.1%)이 프랑스어를 사용하며, 독일어가 79명(3.1%)으로 두 번째로 많이 사용하고, 포르투갈어가 68명(2.7%)으로 세 번째이다. 이탈리아어를 할 줄 아는 사람이 46명 있다.
지자체의 인구 중 506 또는 약 19.8%가 코소네에서 태어나 2000년에 그곳에 살았다. 같은 주에서 태어난 1,128 또는 44.1%가 있었고, 354 또는 13.8%가 스위스 다른 곳에서 태어났고 497 또는 19.4%는 스위스 밖에서 태어났다.
2008년에는 스위스 시민이 38명, 비스위스계 시민이 8명이었고, 같은 기간에 스위스 시민이 15명, 비스위스계 시민이 1명 사망했다. 이민과 이주를 무시하면 스위스 시민의 인구는 23명이 증가했고, 반면 외국인 인구는 7명이 증가했다. 스위스로 다시 이주한 스위스 남자 5명과 스위스 여자 5명이 있었다. 동시에 다른 나라에서 스위스로 이주한 17명의 비스위스 남성과 20명의 비스위스계 여성이 있었다. 2008년 전체 스위스 인구 변화(시 경계를 넘는 이동을 포함한 모든 출처에서)는 66명이 증가했고, 비스위스계 인구는 19명이 증가했다. 이는 2.6%의 인구 증가율을 나타낸다.
2009년 현재 코소네의 연령 분포는 다음과 같다. 402명의 어린이(인구의 12.1%)가 0~9세, 488명의 청소년(14.7%)이 10~19세이다. 성인 인구 중 438명(인구의 13.2%)이 20~29세이다. 465명(14.0%)은 30~39세, 621명(18.7%)은 40~49세, 398명(12.0%)은 50~59세이다. 고령자 분포는 283명(인구의 8.5%)이 60세 이상이다. 69세는 70~79세가 131명(4.0%), 80~89세가 70명(2.1%), 90세 이상이 19명(0.6%)이다.
2000년 기준으로 시구정촌에 미혼이거나 독신인 사람은 1,119명이다. 기혼자는 1,211명, 미망인은 103명, 이혼한 사람은 125명이었다.
2000년 기준으로 시정촌에는 1,050세대의 개인가구가 있고, 가구당 평균 2.4명이다. 1인 가구는 333가구, 5인 이상 가구는 77가구였다. 총 1,069가구 중 1인 가구가 31.2%로 부모와 동거하는 성인이 5명이었다. 나머지 가구 중 자녀가 없는 기혼 부부는 251쌍, 자녀가 있는 기혼 부부는 376쌍으로, 자녀가 있는 편부모는 73가구였다. 12가구는 혈연관계가 없는 사람들로, 19가구는 일종의 기관이나 집단주택으로 구성되어 있었다.
2000년에는 총 461호의 주거동 중 222호(전체의 48.2%)가 단독주택이었다. 다가구는 121채(26.2%), 주거용으로 주로 사용되는 다목적 건물은 84채(18.2%), 기타 용도(상업·공업)가 34채(7.4%)였다. 단독주택 중 38채는 1919년 이전에, 60채는 1990년에서 2000년 사이에 지어졌다. 1981년에서 1990년 사이에 가장 많은 단독주택(49채)이 건설되었다. 1919년 이전에 지어진 다가구 주택(40채)이 가장 많았다. 그리고 그 다음으로 많은(22개) 건물은 1996년과 2000년 사이에 지어졌다.
2000년에는 시정촌에 1,137개의 아파트가 있었다. 가장 일반적인 아파트 크기는 3실 353실이었다. 45실 1인실 아파트와 271실 5실 이상 아파트가 있었다. 이 중 상가주택은 총 1,032채(전체의 90.8%), 비수기형은 86채(7.6%), 공실은 19채(1.7%)였다. 2009년 기준 신규주택 건설률은 인구 1,000명당 0.9세대였다. 2010년 시정촌 공실률은 0.28%였다.
역사적 인구는 다음 차트에 나와 있다.

## 국가중요문화재

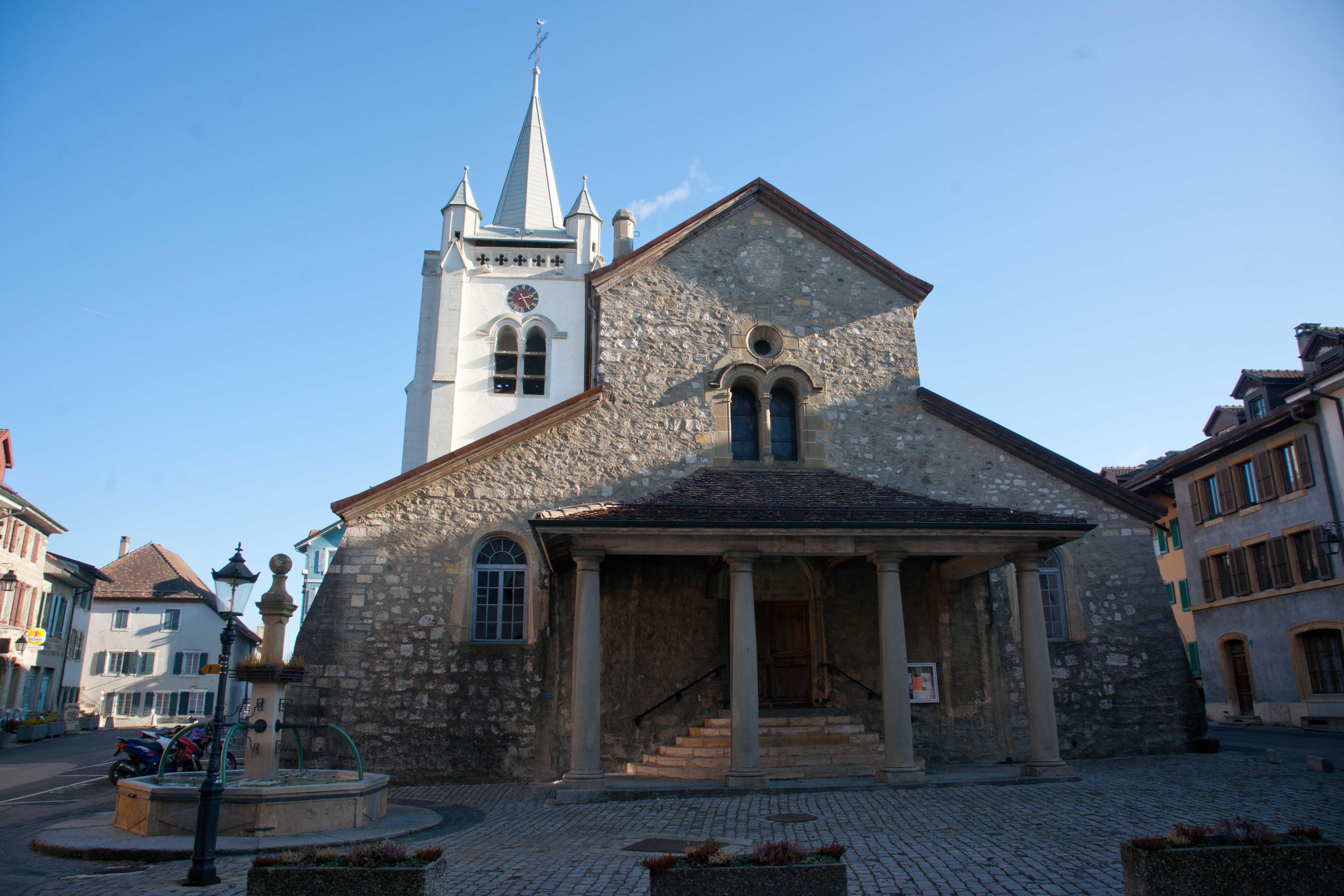
코소네의 교회

생피에르와 생폴 스위스 개혁 교회는 국가적으로 중요한 스위스 문화유산으로 등재되어 있다. 코소네의 전체 마을과 라쇼의 마을은 스위스 유산 목록의 일부이다.

## 정치
2007년 연방 선거에서 가장 인기 있는 정당은 26.91%의 득표율을 기록한 SP였다. 다음으로 가장 인기 있는 3개 정당은 SVP (17.9%), FDP (14.91%), 녹색당 (14.72%)이었다. 연방 선거는 총 790표를 던졌고 투표율은 40.5%였다.

## 경제
코소네는 20세기까지 농업 도시였다. 15세기까지는 포도주를 재배하는 지역이었지만, 그 이후로는 다른 작물과 소가 우세했다.
제분소는 16세기에 Venoge를 따라 지어졌다. 산업화는 19세기에 왔다. 현재 많은 직장인들이 수도권 로잔으로 통근하고 있다.
2010년 현재 코소네의 실업률은 3.8%이다. 2008년 기준으로 1차 경제 부문에 46명이 고용되어 있으며, 이 부문에 약 16개 기업이 참여하고 있다. 174명이 2차 부문에 고용되었고, 이 부문에 28개의 기업이 있었다. 973명이 3차 부문에 고용되었으며, 이 부문에는 116개의 기업이 있다. 시정촌 주민은 1,388명으로 일정 정도 고용되었으며, 그중 여성이 전체 노동력의 44.1%를 차지하였다.
2008년에 정규직에 상응 하는 총 일자리 수는 953개였다. 1차 부문의 일자리 수는 31개였으며 모두 농업에 있었다. 2차 부문의 일자리 수는 166개로 그중 42개(25.3%)가 제조업, 109개(65.7%)가 건설업이었다. 3차 부문의 일자리 수는 756개였다. 3차 부문에서; 도소매업 또는 자동차 수리업이 162(21.4%), 30개(4.0%), 물품이동 및 보관업 57개(7.5%), 호텔/레스토랑 57개(7.5%), 정보업 5개(0.7%), 166개(22.0%)가 보험 또는 금융 산업, 30개(4.0%)가 기술 전문가 또는 과학자, 102개(13.5%)가 교육, 92개(12.2%)가 의료 분야였다.

2000년 기준으로 시정촌으로 출퇴근하는 근로자는 551명, 출퇴근 근로자는 1,014명이었다. 지자체는 근로자 순수출 지자체로, 들어오는 1명당 약 1.8명의 근로자가 지자체를 떠나고 있다. 근로 인구의 13.2%가 대중교통을 이용하여 출퇴근하고, 66.2%가 자가용을 이용하였다.

## 종교
2000년 인구 조사에서 로마 가톨릭 신자는 763명(29.8%)이었고, 스위스 개혁 교회는 1,183명(46.2%)이었다. 나머지 인구 중 정교회 교인이 12명 (인구의 약 0.47%), 크리스찬 가톨릭 교회 교인이 1명, 160명(인구의 약 6.25%)이 있었다. 다른 기독교 교회에 속한 사람. 1명의 유대인이 있었고, 58명(인구의 약 2.27%)이 이슬람교였다. 불교도 3명, 힌두교 2명, 다른 교회에 속한 2인. 329명(인구의 약 12.86%)은 교회에 속하지 않았고, 불가지론자 또는 무신론자였으며, 122명(인구의 약 4.77%)은 질문에 대답하지 않았다.

## 기후
코소네는 연간 평균 116.7일의 비 또는 눈이 내리며 평균 강수량은 909mm이다. 가장 습한 달은 6월로 코소네에 평균 93mm의 비나 눈이 내린다. 이달의 평균 강수일은 10.2일이다. 강수량이 가장 많은 달은 5월로 평균 12.7일이지만, 비나 눈의 양은 83mm에 불과하다. 일년 중 가장 건조한 달은 4월로 9.4일 동안 평균 강수량이 64mm이다.

## 교육
코소네에서는 인구의 약 968명(37.8%)이 비필수 중등 교육을 이수했으며, 351명(13.7%)이 추가 고등교육(대학 또는 응용학문대학)을 마쳤다. 고등교육을 마친 351명 중 51.3%가 스위스 남성, 29.9%가 스위스 여성, 11.1%가 비스위스계 남성, 7.7%가 비스위스계 여성이었다.
2009/2010 학년도에 코소네 학군에는 총 508명의 학생이 있었다. 보주 주립학교 시스템에서는 정치 구역에서 2년간의 의무가 아닌 유아원을 제공한다. 학년도 동안 정치 지역은 총 631명의 어린이에게 유치원 보육을 제공했으며, 그중 203명의 어린이(32.2%)가 보조금을 받는 유치원 보육을 받았다. 주의 초등학교 프로그램은 학생들이 4년 동안 출석해야 한다. 시립 초등학교 프로그램에는 257명의 학생이 있었다. 의무 중학교 프로그램은 6년 동안 지속되며 해당 학교의 학생은 251명이었다.
2000년 기준으로 코소네에는 타 지자체에서 온 학생이 529명, 시외 학교에 다니는 거주자는 112명이다.

## 교통
코소네는 모르주에서 오르브(Orbe)까지, 그리고 로잔에서 Col du Mollendruz를 거쳐 발레드주까지의 고속도로 교차로에 있다. A1(로잔- 이베르동) 고속도로 입구는 중심에서 약 5km 떨어져 있으며 1981년에 개통되었다.
1855년에 이베르동-부시니-프레-로잔 철도 노선이 코소네역에 개업했으며, 오늘날 RER 보 통근 열차 네트워크의 3개 노선이 이 역을 운행한다. 코소네-퐁탈라역은 코소네역 마을 케이블카로 코소네빌과 연결되어 있다.
포스트버스는 코소네역에서 Cheseaux-쉬르-로잔 및 L'Isle까지, 코소네빌에서 Cottens 및 모르주까지 운행한다.